# 練馬警察署
練馬警察署（ねりまけいさつしょ）は、警視庁が管轄する警察署の一つである。第十方面本部所属。署員数およそ350名。
練馬区の東部を管轄している。署訓は「誠実」・「融和」・「忍耐」である。
識別章所属表示はRI。

## 所在地
- 東京都練馬区豊玉北五丁目2番7号
  - 最寄駅：西武池袋線・西武有楽町線・都営地下鉄大江戸線練馬駅

## 管轄区域
練馬区のうち以下の町域を管轄。
- 旭丘一・二丁目
- 小竹町一・二丁目
- 栄町
- 羽沢一・二・三丁目
- 桜台一・二・三・四・五・六丁目
- 練馬一・二・三・四丁目
- 早宮一・二・三・四丁目
- 平和台一・二・三・四丁目
- 氷川台一・二・三・四丁目
- 豊玉上一・二丁目
- 豊玉北一・二・三・四・五・六丁目
- 豊玉中一・二・三・四丁目
- 豊玉南一・二・三丁目
- 中村北一・二・三・四丁目
- 中村一・二・三丁目
- 中村南一・二・三丁目
- 向山一・二・三・四丁目
- 貫井一・二・三・四・五丁目
- 春日町一・二・三・四・五・六丁目

## 沿革
創設の要請　
1937年（昭和12年）11月15日、第43代斎藤警視総監の内務大臣宛「警察署増設に関する件」によると、交通機関の発展に伴う板橋警察署管内の人口の増加、特に江古田、練馬、中新井町付近の住宅地としての発展、豊島園、石神井公園の遊園地、各種工場、学校等の設立により、殺人、強盗、放火等が増加の一途をたどっており治安維持確保のための警備力の充実が必要としている。
開署
1937年（昭和12年）12月15日、板橋区中新井町三丁目2,038番地（現在地）に、管下89番目の警察署として創立された。当時の派出所・駐在所数は29。初代署長は前原泰治郎警部。
年表
- 1937年（昭和12年）12月15日 - 板橋警察署から分離し開署、練馬区全域を管轄。
- 1958年（昭和33年）12月1日 - 全警察署にパトカーが配置され、練馬警察署にも1台配置。
- 1961年（昭和36年）4月1日 - 練馬警察署から石神井警察署を分離。
- 1990年（平成2年）4月1日 - 練馬警察署から光が丘警察署を分離。
- 1992年（平成4年）2月13日 - 新庁舎が完成。

## 組織
- 警務課
- 会計課
- 交通課
- 警備課
- 地域課
- 刑事組織犯罪対策課
- 生活安全課

## 交番
- 富士見台駅前交番（練馬区貫井三丁目9番10号）
- 貫井交番（練馬区貫井二丁目31番17号）
- 中村橋交番（練馬区中村北四丁目2番4号）
- 豊島園交番（練馬区練馬四丁目26番12号）
- 練馬駅前交番（練馬区練馬一丁目4番1号）
- 豊玉交番（練馬区豊玉北三丁目20番1号）
- 桜台交番（練馬区桜台一丁目5番1号）
- 江古田駅前交番（練馬区旭丘一丁目78番7号）
- 小竹町交番（練馬区小竹町二丁目43番7号）
- 氷川神社前交番（練馬区豊玉南二丁目15番20号）
- 羽沢交番（練馬区羽沢二丁目2番4号）
- 早宮交番（練馬区早宮二丁目1番31号）
- 春日町交番（練馬区春日町五丁目31番1号）

## 駐在所
- 氷川台駐在所（練馬区氷川台一丁目12番9号）

## 主な担当事件
- 練馬事件（1951年）
- 練馬区投票所襲撃事件（1969年）
- 練馬一家5人殺害事件（1983年）
- 中村橋派出所警官殺害事件（1989年）
- 練馬三億円事件（1990年）
- 中村北二丁目アパート内強盗殺人事件（2008年）[1]
- 元農水事務次官長男殺害事件（2019年）